# San Domenico (Cosmè Tura)

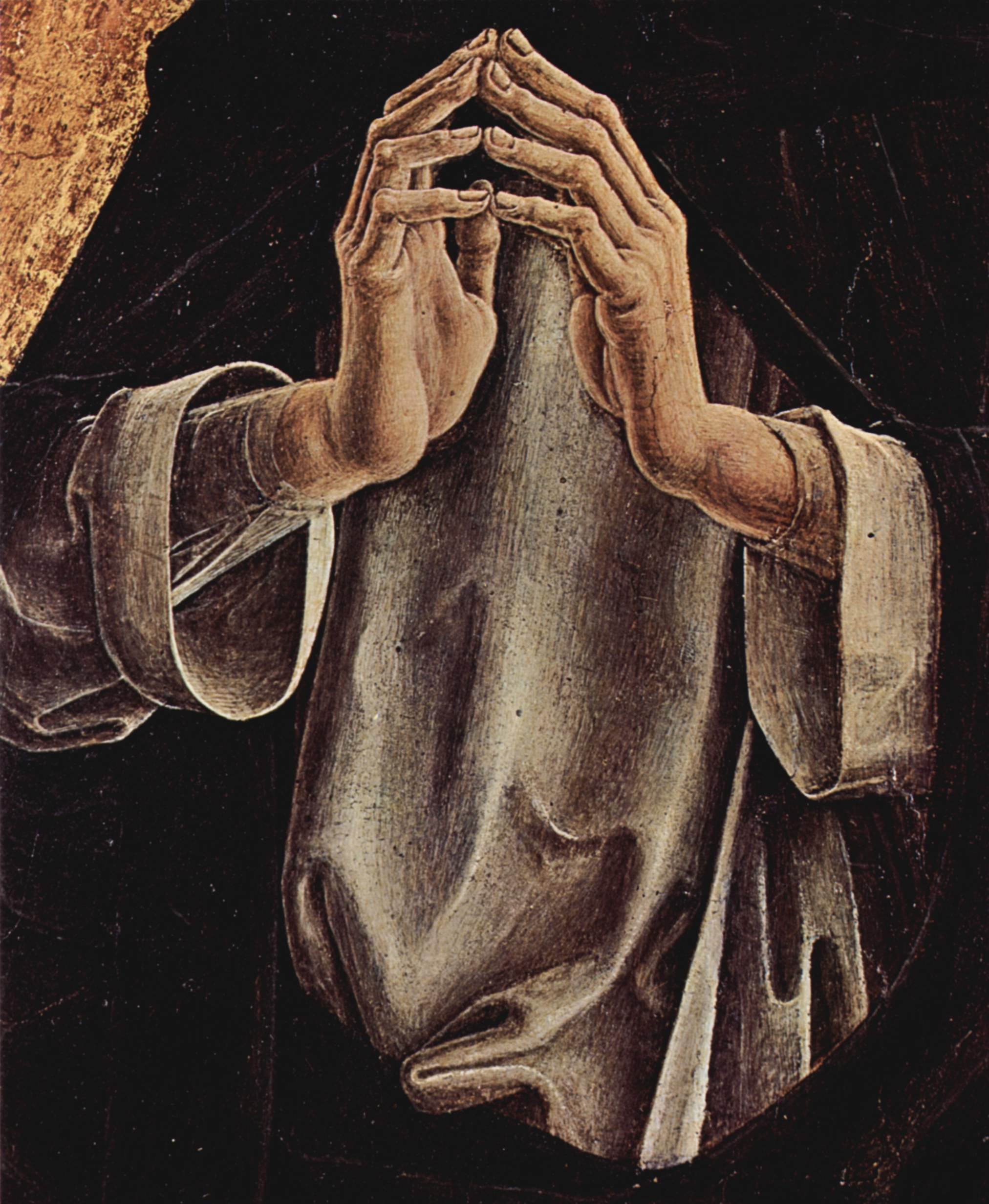
Dettaglio del San Domenico

San Domenico è un dipinto a tempera o oro su tavola (651x32 cm) di Cosmè Tura, databile al 1475 circa e conservato nella Galleria degli Uffizi a Firenze.

## Storia
L'opera si trovava nella collezione Canonici a Ferrara, dove venne acquistata dal professor Giuseppe Grassi nel 1905.
Il pannello degli Uffizi, sicuramente parte di un polittico smembrato, viene messo in relazione con altri cinque frammenti di dimensioni e stile simili, che dovevano fare parte di un medesimo polittico o di più di uno. Le ipotesi più condivise assegnano il San Domenico al polittico di San Giacomo in Argenta (Mario Salmi, 1957, Nalajoli, 1974) o al polittico di San Luca in Borgo a Ferrara (Longhi, 1934, Venturi, 1914, e Ricci).
Emma Micheletti mise l'opera in relazione con il Sant'Antonio da Padova al Louvre e il San Giacomo Maggiore in trono del Musée des Beaux-Arts di Caen. Longhi vi associava anche il San Sebastiano e il San Cristoforo a Berlino, con al centro la Madonna all'Accademia Carrara di Bergamo. L'associazione con i pezzi di Berlino e di Bergamo è stata smentita con decisione da Monica Molteni (1999), e con qualche dubbio da Joseph Manca (2000): dopotutto essi hanno un piano di appoggio che non compare nel pannello di Parigi, il più vicino, per stile e intonazione meditativa, a quello fiorentino.

## Descrizione e stile
Il santo, su fondo oro, ha il volto emaciato ed è illuminato da una luce incidente che dà riflessi lapidei e metallici a tutta la figura, come tipico della pittura del ferrarese. La cappa nera avvolge il soggetto dando rilievo scultoreo all'insieme e facendo da sfondo al brano delle mani, pienamente illuminate (a differenza del viso) e di grande virtuosismo.

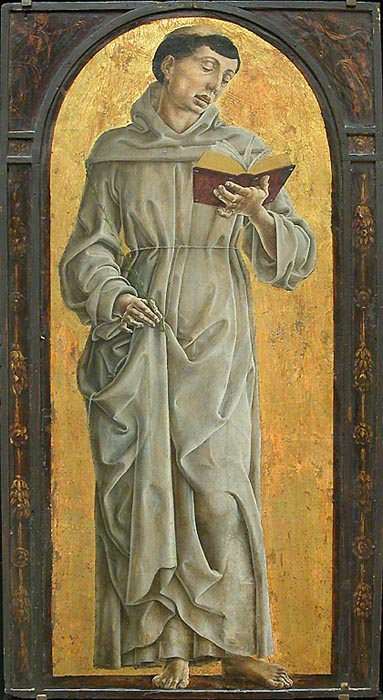
Sant'Antonio da Padova, Louvre
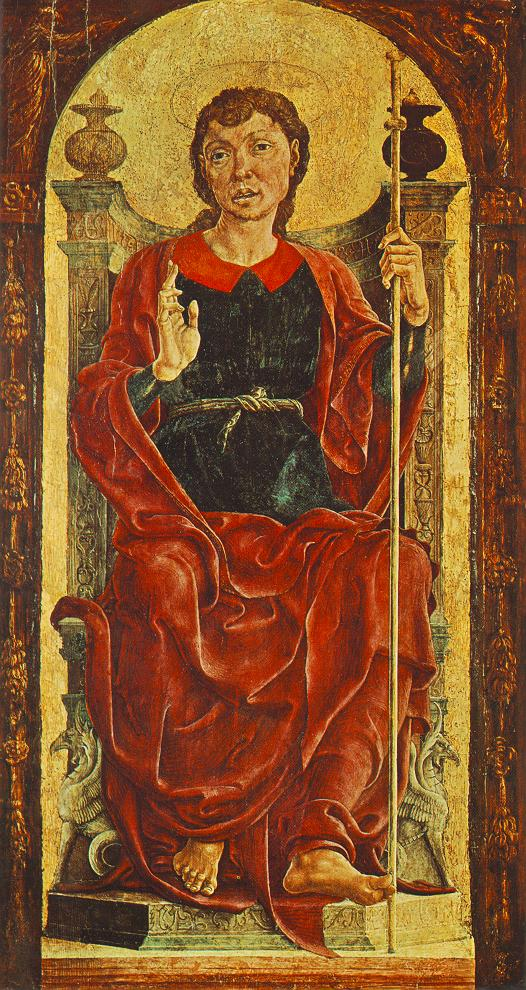
San Giacomo maggiore in trono, Caen
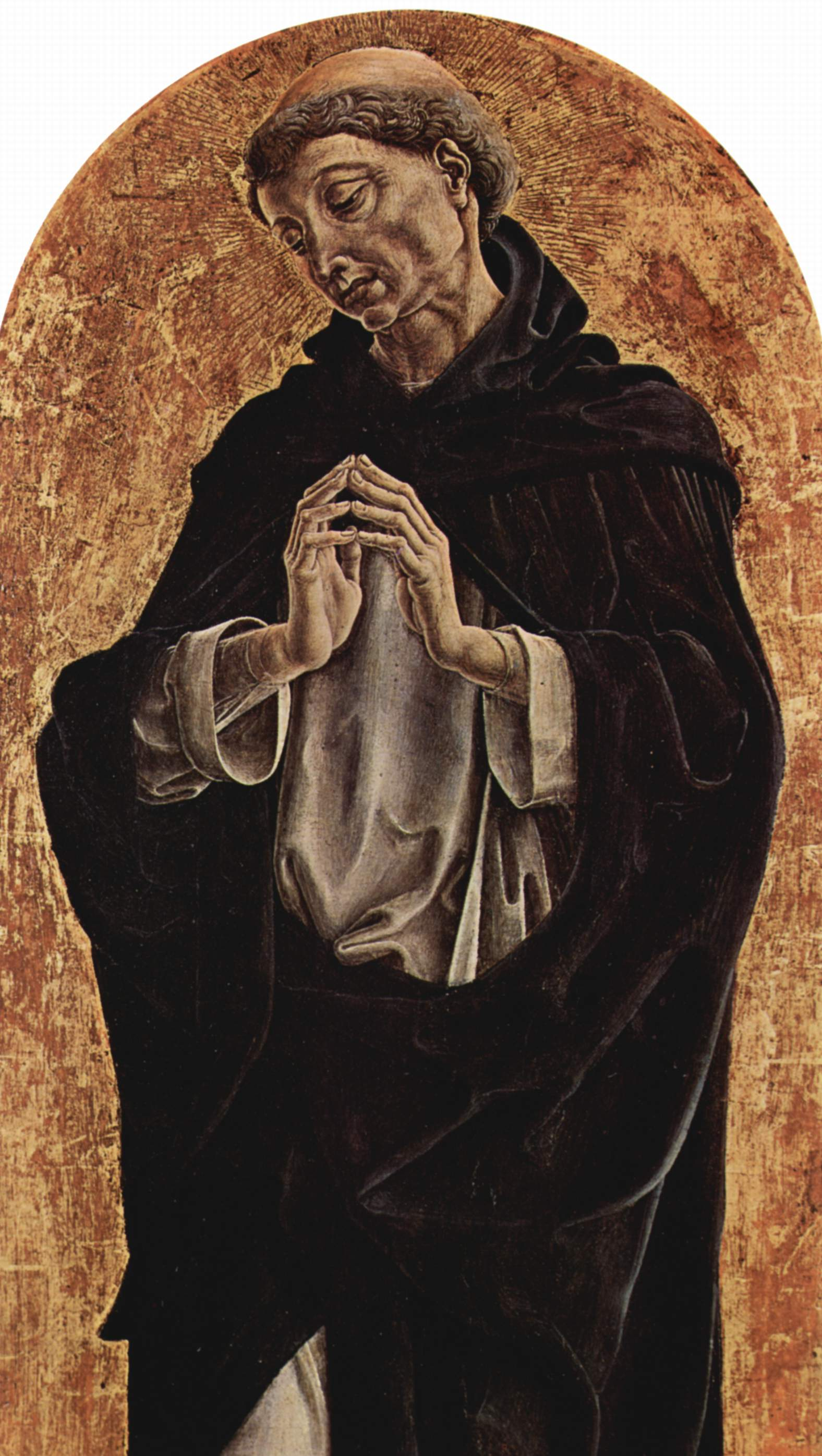
San Domenico
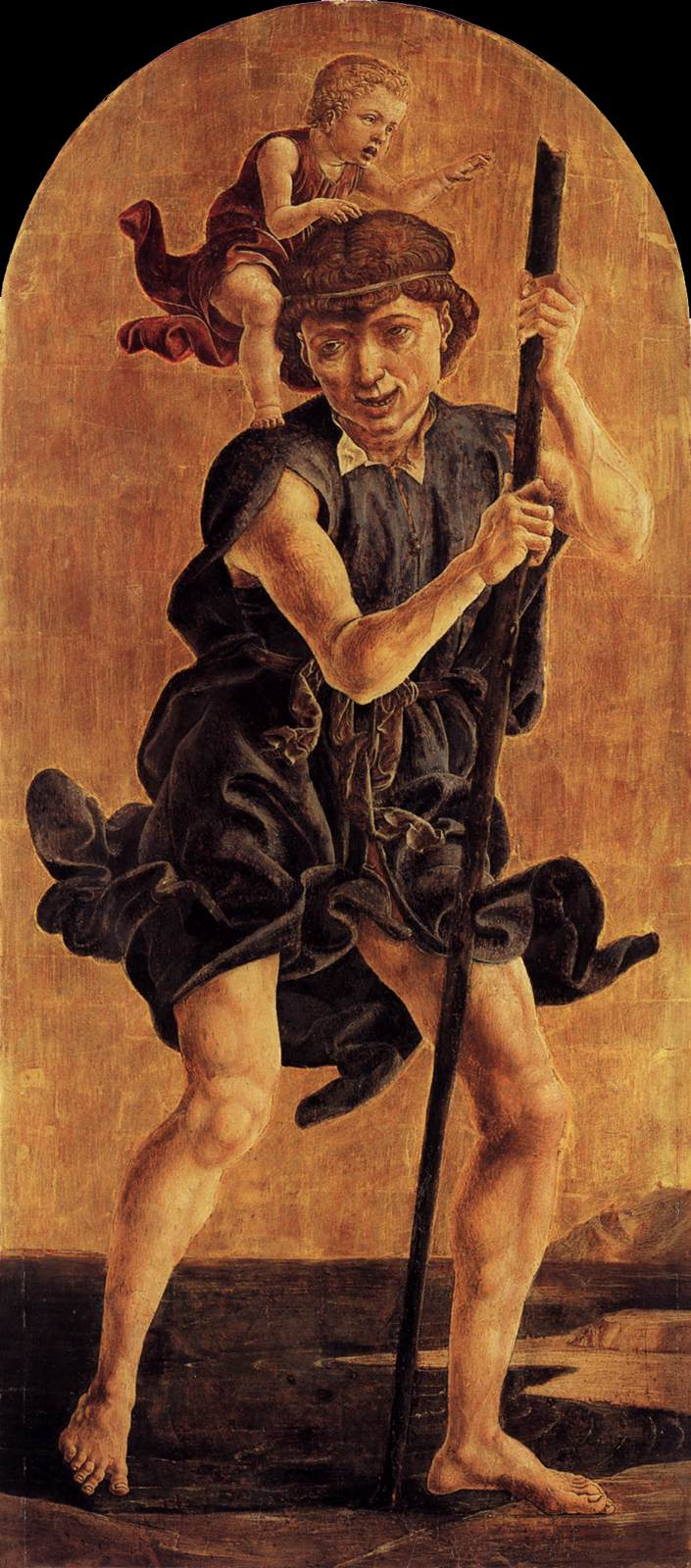
San Cristoforo, Berlino
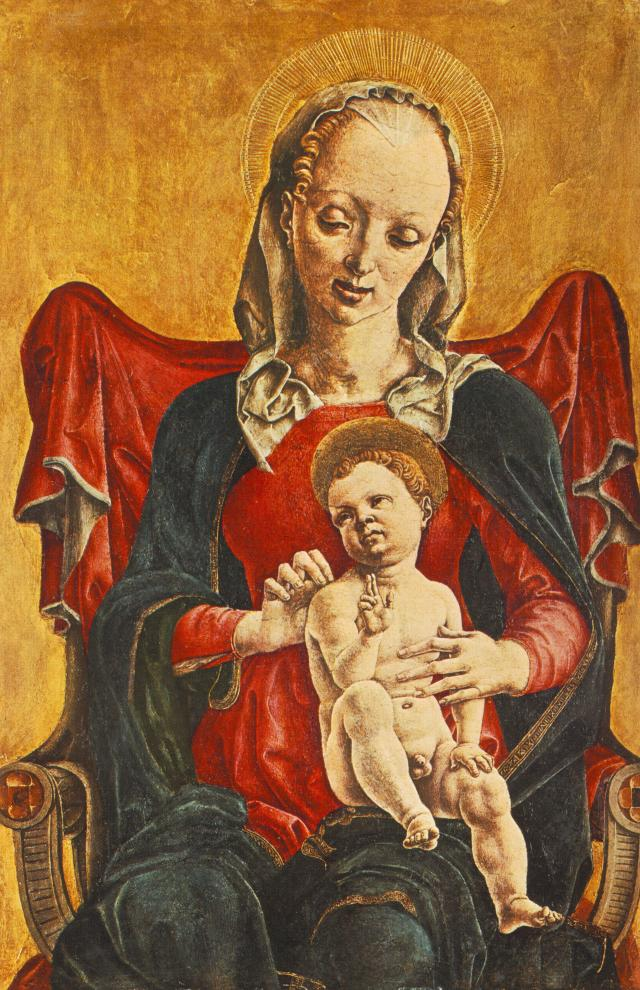
Madonna col Bambino, Bergamo
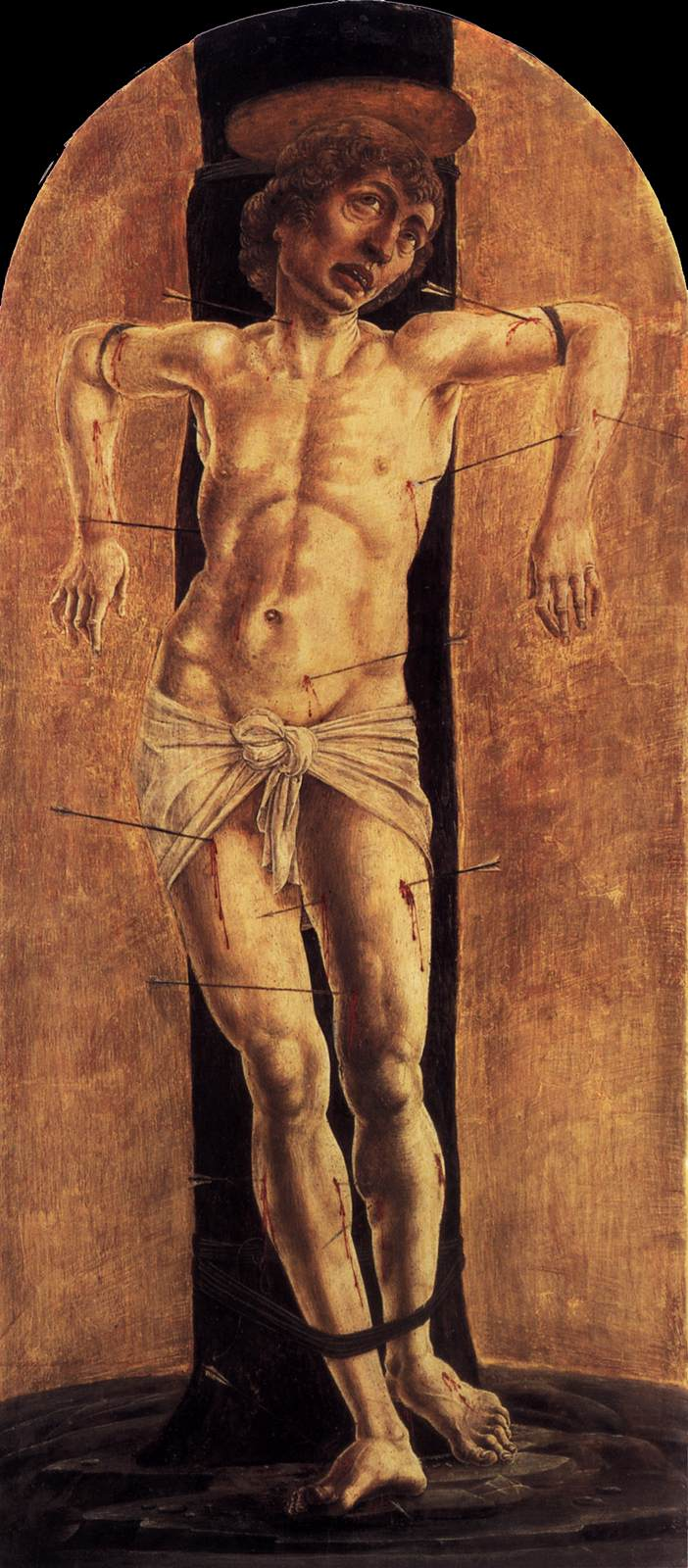
San Sebastiano, Berlino